# Kościół św. Stanisława Biskupa w Przyprostyni
Kościół świętego Stanisława Biskupa w Przyprostyni – rzymskokatolicki kościół filialny należący do parafii Najświętszej Marii Panny Wniebowziętej w Zbąszyniu (dekanat zbąszyński archidiecezji poznańskiej).
Jest to kościół cmentarny wzniesiony w 1810 roku. Budowla jest bezstylowa, murowana, otynkowana, salowa, zamknięta trójbocznie. Wyremontowana została w 1999 roku. Przy narożnikach są umieszczone szerokie pilastry. Na kalenicy dachu, przy fasadzie znajduje się drewniana ośmiokątna wieżyczka na sygnaturkę, nakryta cebulastym dachem hełmowym. Wnętrze nakrywa strop. Chór muzyczny jest drewniany i podparty dwoma kolumnami. Charakteryzuje się wybrzuszoną balustradą, na której jest umieszczony monogram SS. W świątyni znajdują się obrazy: Św. Konstancji (z około połowy XVII wieku), Chrystusa na krzyżu, według napisu na odwrocie fundacji W.W.E.F. (z 1693 roku), Matki Boskiej Niepokalanej (z końca XVIII wieku, ale rama jest współczesna). Rzeźba Św. Filipa Nereusza w stylu rokokowym pochodzi z 3 ćwierci XVIII wieku.